# 澁谷和久
澁谷 和久（しぶや かずひさ、1959年8月12日 - ）は、日本の国土交通官僚。チリ駐箚特命全権大使。

## 経歴・人物
宮城県生まれ。麻布高等学校を経て、1983年東京大学法学部卒業、建設省入省。1988年ミシガン大学大学院公共政策修士課程修了。1991年から1996年まで千葉県に出向し、工業課長や、総務部企画課長を務めた。2001年に国土交通省が発足すると、初代政策評価企画官に任じられた。内閣府防災担当企画官、国土交通省都市・地域整備局都市計画課開発企画調査室長、国土交通省九州地方整備局総務部長、国土交通省大臣官房広報課長、国土交通省国土計画局広域地方整備政策課長、国土交通省総合政策局政策課長、国土交通省総合政策局総務課長兼復興庁統括官付等を経て、2011年から内閣官房に出向し、2012年内閣府大臣官房審議官（経済社会システム、民間資金等活用事業（PFI）担当）兼民間資金等活用事業推進室長。2013年内閣官房国土強靭化推進室審議官兼務。同年内閣官房TPP政府対策本部内閣審議官。2016年内閣官房TPP等政府対策本部国内調整総括官代理。2017年から内閣官房TPP等政府対策本部政策調整統括官を務め、貿易交渉などにあたった。2019年外務省外務大臣補佐併任。2020年チリ駐箚特命全権大使。2024年度より、関西学院大学総合政策学部で教授となる。